# Daporijo
Daporijo (o Daporizo) è una suddivisione dell'India, classificata come census town, di 15.468 abitanti, capoluogo del distretto dell'Alto Subansiri, nello stato federato dell'Arunachal Pradesh. 

## Geografia fisica
La città è situata a 27° 59' 10 N e 94° 13' 18 E.

## Società

### Evoluzione demografica
Al censimento del 2011 la popolazione di Daporijo assommava a 15.468 persone, delle quali 6.918 maschi e 6.487 femmine. I bambini di età inferiore o uguale ai sei anni assommavano a 1.805.